# Relações entre Azerbaijão e França
As relações entre Azerbaijão e França são não só comerciais e econômicas, mas também históricas e culturais, entre os dois países.
As relações são relativamente antigas, tendo desenvolvimentos mais significativos a partir do século XX. Quando o Azerbaijão proclamou a sua independência em 31 de agosto de 1991, a França foi o segundo país a reconhecê-lo em 31 de dezembro de 1991. Menos de um ano depois, em 1992, a França abriu uma embaixada em Baku. capital azeri. Desde então, ambos os países se aproximaram economicamente e culturalmente. O presidente do Azerbaijão, Ilham Aliyev, escolheu a França como o destino de sua primeira visita oficial ao exterior em janeiro de 2004. Essa visita seria seguida por muitos outros contactos bilaterias. A França é co-presidente do Grupo de Minsk da OSCE, para uma solução pacífica para o conflito entre o Azerbaijão e a Arménia, o conflito de Nagorno-Karabakh. Também desempenha um papel importante na colaboração entre a União Europeia e o Azerbaijão, como parte da Política Europeia de Vizinhança.